# Nuages (Django Reinhardt)
Pour les articles homonymes, voir Nuage (homonymie).
Nuages (titre parfois traduit en anglais, Clouds) est un morceau composé par le guitariste de jazz français Django Reinhardt en 1940 pour le Quintette du Hot Club de France, et enregistré pour la première fois la même année. La délicatesse mélodique de son thème, universellement admirée, en a fait une des œuvres les plus célèbres de Django Reinhardt.

## Enregistrement
En l'absence du violoniste Stéphane Grappelli, retenu en Grande-Bretagne lors du déclenchement de la Seconde Guerre mondiale, la partie de l'instrument monodique a été confiée à la clarinette de Hubert Rostaing lors du premier enregistrement. Pas satisfait par cette première version au tempo plus rapide — qui n'est pas publiée à l'époque — Django Reinhardt en enregistre une deuxième, plus appréciée, le 13 décembre 1940 avec l'addition d'une seconde clarinette, d'où les duos incisifs qui caractérisent la partie finale de cette version.
Lucienne Delyle en enregistre en 1942 une version chantée, avec des paroles de Jacques Larue.

## Popularité
Au cœur de l'Occupation, Django est célébré : il passe à la radio et les murs de Paris sont couverts d'affiches annonçant ses concerts. Le 2 février 1941, Nuages est immédiatement adopté par le public de la salle Pleyel. Alors que les autorités considèrent le jazz comme « dégénéré » car « judéo-nègre », le « jazz  français » conquiert son public.
On trouve Nuages chez les marchands de disque dès fin 1940 et, selon Gérard Regnier, c’est « certainement le morceau le plus joué de toute l'Occupation ». Django Reinhardt et le Quintette du Hot Club de France viennent souvent sur Radio-Paris, station de propagande allemande[réf. incomplète]. Une émission est consacrée à Django sur Radio-Nîmes, le 18 juin 1943, avec la participation en uniforme de l'Oberleutnant Dietrich Schulz-Köhn, le fondateur du premier hot club allemand,,.
D'après Ted Gioia (dans How to listen to jazz), à la suite de l'interdiction de La Marseillaise[Quand ?], Nuages aurait été adopté comme une alternative par le mouvement de la résistance française.[source insuffisante]

## Structure
La forme répond au format ABA2C. Selon les versions, le morceau est joué en Fa ou Sol majeur.
La progression harmonique du morceau est très riche, et alterne entre mineur et majeur.
La tonalité n'est au départ pas très claire, puisque le morceau commence sur le 6e degré diminué de la tonalité principale (ré septième). Suit un II-V-I ambigu, puisque le II-V est en mineur et se résout sur un accord majeur, qui restera le centre tonal du morceau,. La mesure 13 présente un déplacement de demi-ton dans la mélodie et l'harmonie (sol/fa - sol), un mouvement typique de l'écriture de Django. Le point culminant du morceau est atteint à partir de la mesure 23, quand le morceau se repose sur le 4e degré (si) sur deux mesures, avant de passer au 4e degré mineur (si mineur) puis de revenir à la tonalité principale.

## Versions notables

### Versions de Django Reinhardt
Django Reinhardt a enregistré Nuages à de nombreuses reprises entre 1940 et 1953 :
- 1er octobre 1940 à Paris, avec le Quintette du Hot Club de France : Hubert Rostaing (cl), Django et Joseph Reinhardt (g), Francis Luca (b), Pierre Fouad (d)[14]. Django n'était pas satisfait de cette version, au tempo un peu rapide, et l'enregistrement ne sera pas publié à l'époque[1].
- 13 décembre 1940 à Paris, avec le Quintette du Hot Club de France : Alix Combelle et Hubert Rostaing (cl), Django et Joseph Reinhardt (g), Tony Rovira (b), Pierre Fouad (d)[14]. Cette version avec deux clarinettes rend Django célèbre pendant l'Occupation[1],[15].
- 8 mai 1942 à Bruxelles, avec Stan Brenders et son Grand orchestre[16]
- 1er février 1946 à Londres, avec Stan Brenders et son Grand orchestre[17]. C'est la première fois que Stéphane Grappelli enregistre ce morceau[18].
- 25 août 1947 à Paris : Maurice Meunier (cl), Eddie Bernard (p), Django Reinhardt et Eugène Vées (g), Emmanuel Soudieux (b), Jacques Martinon (dm)[19]. Le solo de Django est peut-être un des plus beaux qu'il ait enregistrés sur ce morceau[20].
- 28 février 1948 à Nice, avec le Quintette du Hot Club de France : Stéphane Grappelli (v), Django Reinhardt, Joseph Reinhardt et René Ferret (g), Emmanuel Soudieux (b)[21]
- novembre 1948 à Bruxelles : Hubert Rostaing (cl), Django Reinhardt (el-g), Louson Baumgartner (g), Louis Vola (b), Arthur Motta (dm)[21]
- avril ou mai 1949 à Rome, avec le Quintette du Hot Club de France :: André Ekyan (cl, bcl, as), Ralph SchéCroun (p), Django Reinhardt (el-g), Alphonse Masselier (b), Roger Paraboschi (dm)[22]
- 25 octobre 1949 à Genève : André Ekyan (cl, bcl, as), François Vermeille (p), Django Reinhardt (el-g), Jean Bouchety (b), Gaston Léonard (dm)[22]
- juillet 1950 à Paris : Django Reinhardt (el-g)[23]
- 20-28 février 1951 à Paris au club Saint-Germain, avec l'orchestre d'Hubert Fol : Bernard Hulin (tp) ; Hubert Fol (as, ldr) ; Raymond Fol (p) ; Django Reinhardt (el-g) ; Pierre Michelot (b) ; Pierre Lemarchand (dm)[23]
- probablement fin 1952 à Paris, accompagné par un orchestre à cordes non identifié, peut-être dirigé par Wal-Berg[23]
- 10 ou 11 mars 1953 à Paris : Django Reinhardt (el-g) ; Maurice Vander (p) ; Pierre Michelot (b) Jean-Louis Viale (dm)[24].

### Versions d'autres musiciens
Plusieurs centaines de musiciens ont joué Nuages, à commencer par la plupart des musiciens de jazz manouche, comme :
- Gus Viseur en 1942[26]
- Boulou et Elios Ferré sur Pour Django (1979)
- Biréli Lagrène sur Bireli Swing '81 (1981)
- Rosenberg trio sur Seresta (1990)
- Angelo Debarre sur Caprice (1998)

D'autres musiciens ont également repris ce morceau :
- Michel Legrand sur Legrand Jazz (1958)
- Barney Wilen sur Jazz sur Seine (1958)
- Sidney Bechet sur Passeport to Paradise (1960)
- Elek Bacsik sur The Electric Guitar of the Eclectic Elek Bacsik (1962)
- Martial Solal[N 2] sur At Newport '63 (1963) ; sur Nothing but Piano en 1976 ; sur Happy reunion avec Stéphane Grappelli en 1980 ; sur Solal/Lockwood en 1993
- Joe Pass sur For Django (en) (1964)
- Paul Desmond sur Pure Desmond (1975)
- Larry Coryell et Philip Catherine sur Twin-House (1977)
- Charlie Haden et Christian Escoudé sur Gitane (1979)
- Patrick Rondat sur Rape of the Earth (1991)
- Michel Petrucciani sur Conversation (1992, sorti en 2001)
- Allan Holdsworth sur None Too Soon (en) (1996)
- Willie Nelson sur Night and Day (en) (1999)
- Didier Lockwood sur Tribute to Stéphane Grappelli (2000)
- Anthony Braxton Quartet sur 8 Standards (Wesleyan) (2002)
- les Gipsy Kings sur Roots (2004)
- Kazumi Watanabe sur Guitar Renaissance II (2005)
- Pomplamoose sur En Français (2020, version chantée)

Tony Bennett a écrit des paroles anglaises sur la musique, sur le titre All for You que l'on peut entendre sur son album The Art of Romance (en).